# Ахмед бін Алі (стадіон)
Стадіон Ахмед бін Алі (араб. ملعب أحمد بن علي) — футбольний стадіон в Ар-Раяні, Катар місткістю 40,740 глядачів. Домашня арена футбольного клубу «Ар-Райян».

## Історія

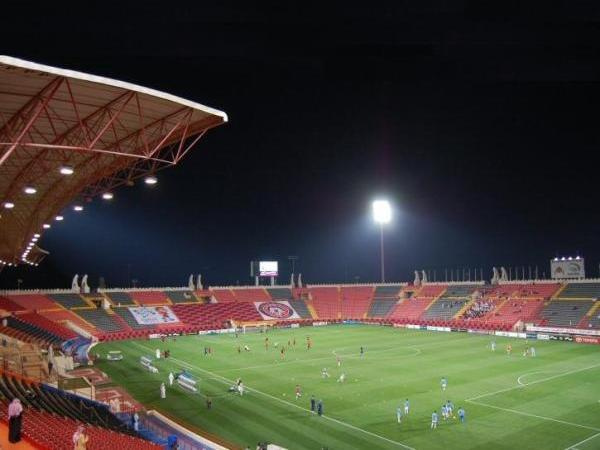
Стадіон до реконструкції. 2010 рік.

Стадіон був побудований у 2003 році. На стадіоні пройшли матчі Кубка націй Перської затоки у 2004 році, Азійських ігор 2006 року і Кубка Азії 2011 року.
Згодом стадіон був включений як одна з арен чемпіонату світу 2022 року, через що було вирішено «Ахмед бін Алі» реконструювати. Тоді це був лише 7-річний стадіон, який вважався одним з найкращих в країні. Планувалося додати близько 20 000 тимчасових місць і реконструювати існуючу інфраструктуру.
Однак у 2014 році було прийнято рішення, що було б вигідніше знести об'єкт та побудувати новий з нуля.
Знесення старих трибун розпочалось 30 вересня 2014 року. Операція тривала півроку. Щебінь став будівельним матеріалом для нового стадіону. Дизайн нового стадіону був представлений у квітні 2015 року. Постійна місткість арени має становити 21000, а тимчасова, для чемпіонату світу 2022 року, 40 740 місць. Після закінчення турніру модульний верхній рівень буде демонтовано, а місця будуть передані іншим спортивним майданчикам у Катарі та за кордоном.
Спочатку стадіон «Аль-Райян» планували ввести в експлуатацію в березні 2019 року. Однак згодом термін завершення будівництва переносився кілька разів. В підсумку 18 грудня 2020 року, в державне свято Катару, стадіон Ахмед бін Алі на 40 740 місць був урочисто відкритий як четвертий стадіон чемпіонату світу 2022 року. З цієї нагоди того ж дня перед 20 000 глядачами на стадіоні відбувся фінал Кубка еміра Катару, в якому «Ас-Садд» переміг «Аль-Арабі» з рахунком 2:1, а перший гол на оновленій арені забив алжирець Багдад Бунеджах вже на 3 хвилині матчу.
А вже на початку наступного року стадіон став одним із двох майданчиків, що прийняв клубний чемпіонат світу з футболу 2020 року.

## Кубок Арабських націй 2021
На стадіоні Ахмед бін Алі відбулося 4 матчі Кубку Арабських націй 2021.
| Дата              | Час (UTC+3) | Команда 1 | Рахунок | Команда 2  | Стадія  | К-кість глядачів |
| ----------------- | ----------- | --------- | ------- | ---------- | ------- | ---------------- |
| 30 листопада 2021 | 13:00       | Туніс     | 5:1     | Мавританія | Група B | 2 494            |
| 1 грудня 2021     | 13:00       | Алжир     | 4:0     | Судан      | Група D | 2 203            |
| 4 грудня 2021     | 13:00       | Йорданія  | 0:4     | Марокко    | Група C | 7 890            |
| 6 грудня 2021     | 22:00       | Оман      | 3:0     | Бахрейн    | Група A | 2 477            |

## Чемпіонат світу 2022
Ахмед бін Алі проведе 7 матчів Чемпіонату світу 2022.
| Дата              | Час (UTC+3) | Команда 1         | Рахунок | Команда 2         | Стадія     | К-кість глядачів |
| ----------------- | ----------- | ----------------- | ------- | ----------------- | ---------- | ---------------- |
| 21 листопада 2022 | 22:00       | США               | 1:1     | Уельс             | Група B    | 43 418           |
| 23 листопада 2022 | 22:00       | Бельгія           | 1:0     | Канада            | Група F    | 40 432           |
| 25 листопада 2022 | 13:00       | Уельс             | 0:2     | Іран              | Група B    | 40 875           |
| 27 листопада 2022 | 13:00       | Японія            | 0:1     | Коста-Рика        | Група E    | 41 479           |
| 29 листопада 2022 | 22:00       | Уельс             | 0:3     | Англія            | Група B    | 44 297           |
| 23 листопада 2022 | 22:00       | Бельгія           | :       | Канада            | Група F    |                  |
| 1 грудня 2022     | 18:00       | Хорватія          | :       | Бельгія           | Група F    |                  |
| 3 грудня 2022     | 22:00       | 1-е місце групи C | :       | 2-е місце групи D | 1/8 фіналу |                  |